# A gyerek, meg én
A gyerek, meg én (eredeti cím: The Kid & I) 2005-ben bemutatott amerikai filmvígjáték, melyet Penelope Spheeris rendezett. A főszerepben Tom Arnold és Eric Gores látható. A filmben cameoszerepre felbukkan Arnold Schwarzenegger és Jamie Lee Curtis is.

## Cselekmény
Bill Williams olcsó színész, akinek a legnagyobb szerepe Arnold Schwarzenegger True Lies – Két tűz között című akciófilmjében volt. Tíz esztendővel később, az alkohol és a depresszió miatt sikertelen öngyilkosságot kísérelt meg, amikor megkeresi az ügynöke, hogy talált egy projektet számára. A tinédzser Aaron imádja az akciófilmeket, a kedvence a True Lies. Gazdag apja azzal lepi meg a gyereket, hogy elkészíti a film folytatását, amelyben Bill mellett ő lesz a sztár. Bill úgy érzi, itt az alkalom a nagy visszatérésre.

## Szereplők
| Színész               | Szerep                  | Magyar hang        |
| --------------------- | ----------------------- | ------------------ |
| Tom Arnold            | Bill Williams           | Kőszegi Ákos       |
| Eric Gores            | Aaron (Nagykutya) Roman | Seszták Szabolcs   |
| Linda Hamilton        | Susan Mandeville        | Fehér Anna         |
| Joe Mantegna          | Davis Roman             | Mihályi Győző      |
| Henry Winkler         | Johnny Bernstein        | Ujréti László      |
| Richard Edson         | Guy Prince              | Jakab Csaba        |
| Shannon Elizabeth     | Shelby Roman            | Kéri Kitty         |
| Brenda Strong         | Bonnie Roman            | Málnai Zsuzsa      |
| Arielle Kebbel        | Arielle                 | Haumann Petra      |
| Yvette Nicole Brown   | Bunny                   | Braun Rita         |
| Gabby Sanalitro       | Val                     |                    |
| Laura Michel Kahwaji  | Laura                   |                    |
| Shaquille O’Neal      | Shaq                    |                    |
| Bill Goldberg         | Goldberg                |                    |
| Alejandro Patino      | apartman ügyintézője    |                    |
| Brianne Davis         | Marla                   | Molnár Ilona       |
| Dominique Grund       | Chloe                   |                    |
| Jamie Lee Curtis      | Önmaga                  | Menszátor Magdolna |
| Arnold Schwarzenegger | Önmaga                  | Reviczky Gábor     |